# گری جانسن
گری ارل جانسن (به انگلیسی: Gary Earl Johnson) (زاده ۱ ژانویه ۱۹۵۳) سیاستمدار، بازرگان آمریکایی و نامزد حزب لیبرترین در انتخابات ریاست‌جمهوری سال ۲۰۱۶ است.
گری جانسن که پیش از این عضو حزب جمهوری‌خواه بود، از ۱۹۹۵ تا ۲۰۰۳ به عنوان ۲۹ امین فرماندار نیومکزیکو از حزب جمهوری‌خواه فعالیت داشت. وی در دسامبر ۲۰۱۱ به‌طور رسمی تغییر گرایش سیاسی خود را به حزب لیبرترین اعلام کرد و از سوی این حزب در انتخابات ریاست‌جمهوری آمریکا در سال ۲۰۱۲ برای ریاست جمهوری نامزد شد. او با کسب ۱٫۲۷ میلیون رأی و ۰٫۹۹ درصد آرا بهترین نتیجه تاریخ این حزب در انتخابات را از نظر شمار آرا کسب کرد. حزب لیبرترین بار دیگر گری جانسن را به عنوان نامزد خود در انتخابات ریاست‌جمهوری آمریکا در سال ۲۰۱۶ برگزید. در ماه مه ۲۰۱۶ گری جانسن ۶۸امین فرماندار ایالت ماساچوست بیل ولد را به عنوان نامزد معاون رئیس جمهوری خود انتخاب کرد.

## مواضع سیاسی
از مواضع سیاسی گری جانسن می‌توان به موارد زیر اشاره کرد:
- اعتقاد به دولت محدود، یعنی دخالت هرچه کمتر دولت در اعمال آزادی‌های مدنی از طریق قانون
- اعتقاد به محافظه‌کاری مالی،[۴] یعنی مسئولیت‌پذیری مالی از جانب دولت، تضمین بودجه متوازن، کاستن از مالیات و بدهی ملی، و اجتناب از هزینه کردن از کسری بودجه
- اعتقاد به سیاست خارجی عدم مداخله
- اعتقاد به آزادی مدنی، اینترنت بدون سانسور و مخالف نظارت دولتی[۵]
- اعتقاد به جرم‌زدایی از ماری‌جوآنا در سطح فدرال، به این صورت که دولت هر ایالتی به‌طور مستقل در مورد مصرف دارویی یا تفریحی ماری‌جوآنا قانونگذاری کرده و تصمیم‌گیری نماید[۶]
- اعتقاده به بهینه‌سازی روند مهاجرت به آمریکا با ایجاد یک نظام کارآمدتر در ارائه ویزای کار، بهینه‌سازی روند بررسی عدم سوء پیشینه و دادن انگیزه به غیرشهروندان برای پرداخت مالیاتهای خود[۷]

## زندگی شخصی

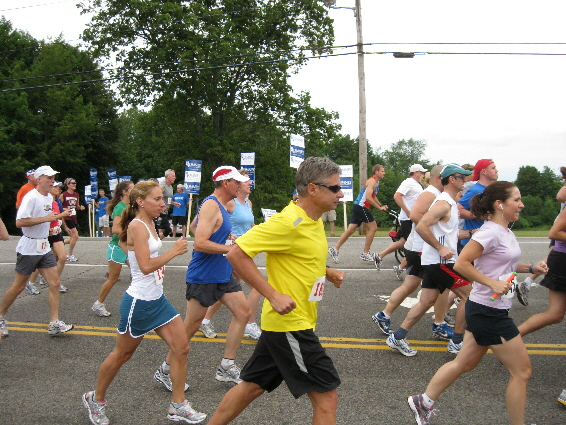
جانسن در یک مسابقه دو در نیوهمپشایر

جانسن از سال ۱۹۷۷ به مدت ۲۵ سال همسر دی جانسن بود و در سال ۲۰۰۵ از وی طلاق گرفت. او از این ازدواج یک فرزند دختر به نام سیا (متولد ۱۹۷۹) و یک فرزند پسر به نام اریک (متولد ۱۹۸۲) دارد. وی از سال ۲۰۰۹ با کیت پروسک مشاور املاک مقیم سانتا فه نامزد است.
جانسن در تائوس، نیومکزیکو، در خانه‌ای که خودش ساخته زندگی می‌کند. او حین تصدی منصب فرمانداری در مسابقات متعدد ورزش سه‌گانه ماراتون و دوچرخه سواری شرکت کرد او یک بار ۱۰۰ مایل (۱۶۰ کیلومتر) را در ۳۰ ساعت متوالی در رشته‌کوه راکی دوید. او در ۳۰ مه ۲۰۰۳، با وجود یخ‌زدگی به قله کوه اورست صعود کرد. او به همه هفت قله صعود کرده‌است: کوه اورست، البروس، دنالی، کلیمانجارو، آکونکاگوا، توده وینسون، و پونچاک جایا— که به ترتیب مرتفعترین قلل در آسیا، اروپا، آمریکای شمالی، آفریقا، آمریکای جنوبی، جنوبگان و اقیانوسیه هستند.
او در سال ۲۰۰۵ هنگام پرش با پاراگلایدر دچار حادثه شدیدی شد و دنده‌هایش شکست. او برای التیام درد از ماری‌جوانای طبی استفاده کرد.
جانسن لوتری است و گفته ایمانش به خدا «به او این باور بسیار بنیادی را می‌دهد که ما باید با دیگران چنان رفتار کنیم که می‌خواهیم با ما رفتار کنند.»